# Izák Komnenos (Kypr)
Izák Komnenos (řecky Ισαάκιος Κομνηνός, Isaakios Komnēnos) byl řecký vládce byzantské provincie Kypru v letech 1184–1196 a byl svržen anglickým králem Richardem I. během třetí křížové výpravy.

## Izákova rodina
Izák byl členem širší rodiny Komnenů. Byl synem neznámého Doukase Kamaterose a Ireny Komnenovny. Jeho prarodiči z matčiny strany byli sebastokratōr Izák Komnenos a jeho první manželka Theodora. Jeho dědeček Izák byl třetím synem byzantského císaře Jana II. Komnena a Pirosky Maďarské. Přestože v době smrti svého otce byl jeho nejstarším žijícím synem, císařem se stal jeho mladší bratr Manuel I. Komnenos.
Oba Izákové však nesmějí být zaměňováni s Izákem I. Komnenem, císařem Byzance v letech 1057–1059, který byl strýcem Alexia I. Komnena, jenž byl císařem v době první křížové výpravy.

## Život
Následující část Izákova života je známa především z podání byzantského historika Niketase Choniatese.
Císař Manuel I. Komnenos svěřil Izákovi místodržitelství v Isaurii ve městě Tarsos v dnešním východním Turecku, kde začal válčit s králem Malé Arménie a krátce na to byl zajat nepřítelem. Mezitím roku 1180 císař Manuel zemřel a nikdo se už Izákovým dalším osudem příliš nezabýval. Zůstal ve vězení po dlouhou dobu, podmínky jeho věznění nemohly však být příliš tvrdé, když se na Kypru oženil s arménskou princeznou.
Nakonec Izákova teta, Theodora Komnenovna, která měla pletky s novým císařem Andronikem I. Komnenem (1183–1185), přesvědčila císaře, aby se podílel na Izákově záchraně stejně jako jeho nevlastní otec Konstantin Makrodukas s Andronikem Dukasem a dalšími příbuznými a přáteli z dětství, homosexuály a hříšníky, jak nám je líčí Niketas Choniates. Celkem divné je, že na Izákově záchraně měli svůj podíl také templáři (Pheri, jak je nazývá Niketas).
Když byl Izák roku 1185 osvobozen, byl zřejmě unavený službou vlasti. Použil zbytek svého jmění k zaplacení žoldnéřské armády a přeplavil se na Kypr. Tady zdejším císařským úředníkům předložil falešné císařské výnosy, podle kterých byl ustanoven guvernérem ostrova. Vojsko mu zajistilo poslušnost všech potenciálních odpůrců, čímž se Izák Komnenos stal de facto nezávislým vládcem Kypru.
Konstantin Makrodukas a Andronikos Dukas zatím měli přesvědčit o jeho věrnosti císaře města na Bosporu. Císař se pokusil dát Izáka zatknout pro velezradu, ačkoliv Konstantin zůstal stále Izákovým spojencem. Andronikos se totiž obával toho, že by se Izák mohl zmocnit trůnu, stejně jako se obával dvořana Stefana Hagiokristoforita, který byl ortodoxními křesťany a svými odpůrci považován za věštce a Antikrista a který se měl prohlašovat za císařova nástupce. Proto byli Stefanos a Konstantin zatčeni. Když byli vězni vyvedeni z vězení, aby čelili následkům, Hagiokristoforites začal zastrašovat potenciální odpůrce, které buď odstraňoval, nebo jim nabídl spojenectví. Ani to je však nespasilo a oba odsouzení byli před císařovým palácem nabodnuti.

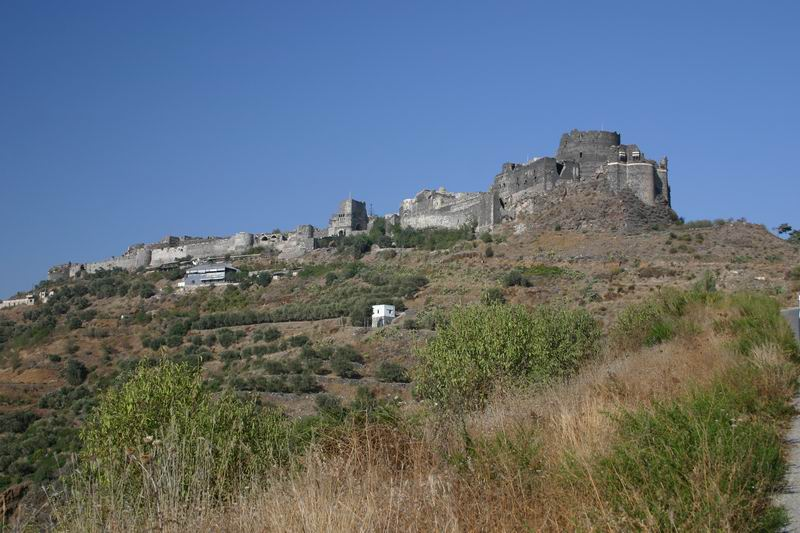
Johanitská pevnost Marqab v Antiochijském knížectví, kde byl Izák vězněn

V té době již ovšem císařova moc u dvora začala upadat a na Izáka, který držel Kypr, císařovy síly nestačily.
Izák vzal Kypr pevně do svých rukou. Vytvořil na Konstantinopoli nezávislý kyperský patriarchát a nechal se patriarchou v roku 1185 korunovat císařem. Podle Niketase Choniatese začal Izák krátce po převzetí moci ostrov plenit, ničit majetek rolníků a znásilňovat ženy, velmi tvrdě však sám trestal zločiny a krádeže majetku. Navíc nechal useknout nohu svému starému učiteli Basilu Pentakenosovi a nechal jej žít v nepředstavitelné bídě.
V roce 1185 uzurpoval moc v Konstantinopoli Izák II. Angelos a jedním z jeho prvních kroků bylo zvětšení byzantské flotily o sedmdesát lodí. Jedním z důvodů tohoto kroku bylo získání Kypru zpět pod kontrolu konstantinopolského dvora. Flotile veleli Jan Kontostefanos a Alexios Komnenos, synovec odstraněného císaře. Ani jeden z nich se pro takto důležitou funkci vůbec nehodil; Jan byl už velmi starý a Alexios byl slepě oddán Andronikovi I.
Alexios a Jan se vylodili na ostrově, ale Margaritonu z Brindisi, pirátovi ve službách sicilského krále Viléma II. (1166–1189) se podařilo poloprázdné lodě flotily zajmout. Izák, či spíše Margaritone vybojoval vítězství nad byzantským loďstvem a zajal kapitány, které odvedl na Sicílii, zatímco císařští vojáci odpočívali na břehu a starali se o sebe, jak jen dovedli nejlépe. „O mnoho později se vrátili domů, ta hrstka, co docela nezahynula.“
V roce 1192 u břehů Kypru ztroskotala loď, která na palubě vezla sestru a snoubenku Richarda Lví srdce. Obě padly do Izákova zajetí. Richard Lví srdce ostrov dobyl při své cestě do Tyru. Izák byl uvězněn poblíž mysu St. Andreas, v nejsevernějším cípu ostrova. Podle legendy Izák Richarda prosil, aby mu nedával železné okovy. Král se nad Izákem slitoval a nechal mu vyrobit okovy ze stříbra. Vězeň byl předán johanitům, kteří jej uvěznili v pevnosti Margat poblíž Tripolisu až do roku 1194, kdy byl propuštěn.
Izák poté odjel do Ikonyjského sultanátu, kde se zdejšího vládce pokusil získat na svou stranu v boji proti byzantskému císaři Alexiovi III. (1195 – 1203). Nicméně Izákovy ambice vyšly vniveč, protože byl otráven roku 1195 nebo 1196.
Izák Komnenos je dnes obecně chápán jako vypočítavý a zlý člověk, ale Niketas vůči němu není tak vyhraněný. Jeho krutost poněkud bledne ve stínu hrůz, jaké praktikoval císař Andronikos I. Komnenos. Zdál se být ve spojeneckém vztahu s Vilémem II. Sicilským, který byl trnem v patě byzantskému císaři, který měl svůj podíl na tom, že Izák svůj ostrov držel takovou dobu, stejně, jako měl uzavřené spojenectví se Saladinem.

## Dcera
Izákova dcera, jejíž jméno historie nezachovala (v písemných zdrojích se však někdy uvádí Damsela Kyperská), se poté, co byl její otec sesazen, připojila ke dvoru anglického krále Richarda I. Cestovala po moři do Svaté země a pak do Anglie ve společnosti Richardovy sestry Johany, bývalé královny Sicílie a jeho ženy Berengarie Navarrské.
Po zajetí Richarda v prosinci 1192 lidmi rakouského vévody Leopolda se „Damsela“ stala součástí dohody mezi císařem a anglickým králem. Richard totiž přislíbil propuštění svých kyperských zajatců, kteří byli příbuznými rakouského vévody. V únoru 1194 byl anglický král konečně propuštěn a v prosinci 1194 se jeho neteř Eleonora v doprovodu dcery svrženého Izáka vydala na dlouhou cestu do Rakous. Vévoda Leopold však 26. prosince spadl z koně a po neúspěšné amputaci zanícené nohy exkomunikovaný zemřel. Eleonořin průvodce Balduin de Béthune po obdržení této zprávy vydal příkaz k návratu do Francie a Leopoldův syn se tak slíbené nevěsty ani své příbuzné nedočkal.
Později žila „Damsela“ v Provence, kde se v roce 1199 setkala s hrabětem Raimondem VI. z Toulouse a opět také s Johanou Anglickou, která byla nynější Raimondovou manželkou a čekala s ním druhé dítě. Izákova dcera však Raimonda okouzlila natolik, že se manželství s Johanou nakonec rozpadlo. Někdy okolo roku 1202 se Damsela vdala za Thierryho, nelegitimního syna Balduina, hraběte flanderského. Roku 1204 se manželé plavili z Marseille spolu s bojovníky čtvrté křížové výpravy, ale ne až do hlavního města Východního císařství, ale na Kypr. Zde se pokusili prohlásit ostrov svým dědictvím, jejich pokus však nevyšel a byli nuceni uprchnout do Malé Arménie.